# 維捷布斯克區

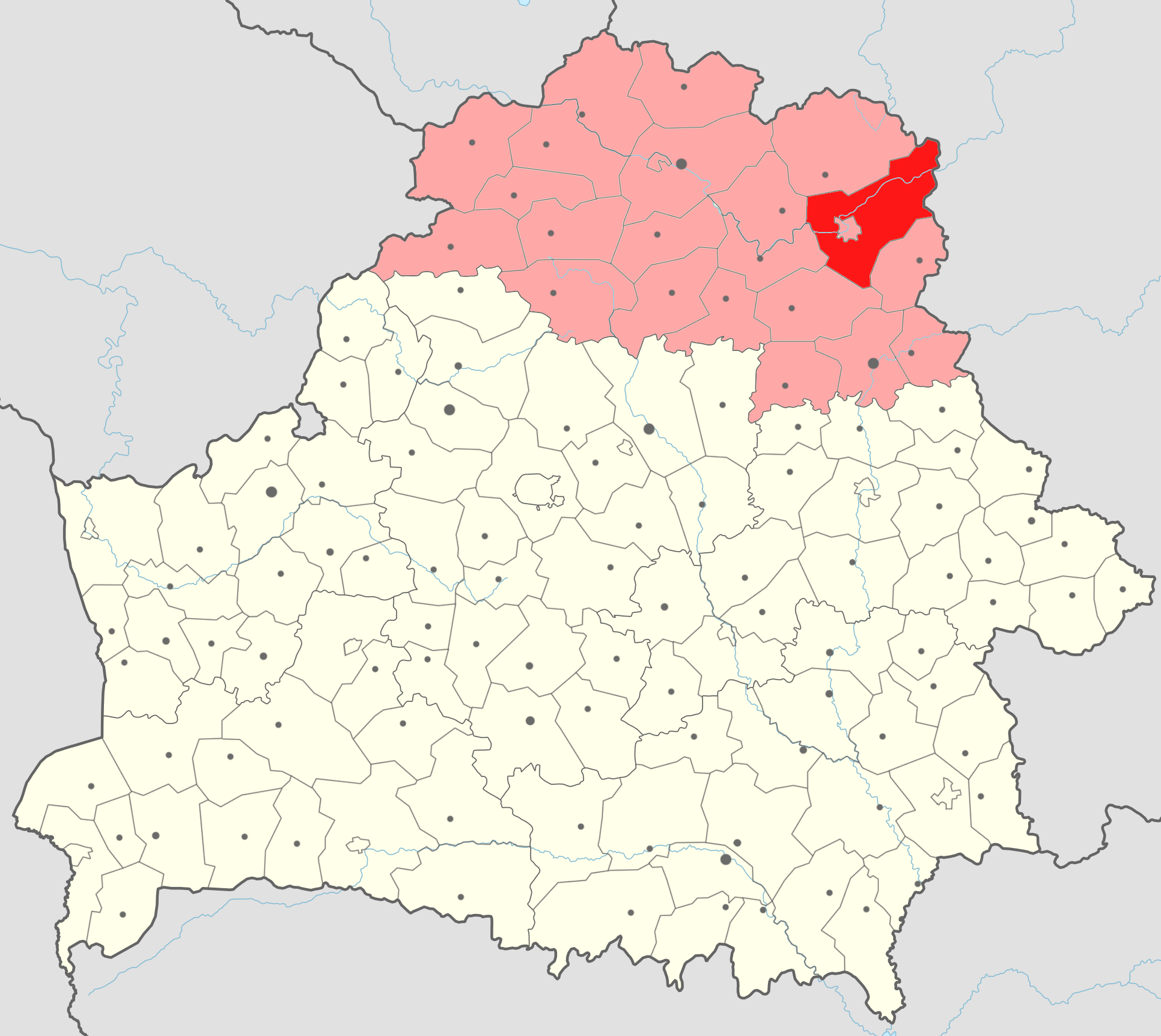

維捷布斯克區，是白俄羅斯的一個區，位於該國北部，屬於維捷布斯克州的一部分，面積2,737.85平方公里，2009年人口40,552，人口密度每平方公里14.84人。